# Tori (cantora)
Vitória Leyla Campos Huang (Caxias, Maranhão), 31 de outubro de 1996) é uma cantora e compositora brasileira. Aos 18 anos, participou do reality show  de competição musical, o The Voice Brasil no time do Lulu Santos em 2015. No ano seguinte concorreu a premiação WME Awards by VEVO e venceu na categoria Novas Divas Niely.

## Biografia
A caçula das mulheres de 4 irmãos, filha de Núbia Silva Campos (1971-2011) e Chia Te Huang de origem chinesa nasceu na cidade de Caxias (Maranhão) em 1996, aos 13 anos de idade mudou-se para a cidade de Coelho Neto (Maranhão) onde começou a cantar. Ainda criança despertou um olhar artístico voltado para a Música. Aos 18 anos resolveu dar vida a cantora e compositora Tori, desde então ela nunca mais parou de escrever e cantar.

## Carreira

### 2008–15: Máquina da Fama e The Voice Brasil
Aos 13 anos de idade a menina Vitória sonhava apenas em cursar literatura e sonhar com grandes musicais de HollyWood.  Aos domingos Vitória se reunia com a família na igreja, e durante os hinos ao cantar, todos em volta já percebiam que havia algo diferente em sua voz, o grande potencial e talento. Em 2012 começou a gravar vídeos em seu quarto. As visualizações no Instagram começaram a subir e Vitória resolveu criar seu primeiro canal no Youtube como Vitória Huang. Em junho de 2015 a jovem cantora foi chamada pela produção do SBT para participar do programa, apresentado por Patrícia Abravanel. O Programa Máquina da Fama tem o intuito de fazer uma transformação na cantora para ela virar o “artista homenageado”. Ela se transformou em uma das cantoras que tem como influência em sua carreira musical, Jennifer Hudson. A gravação já foi feita em São Paulo - SP, nos estúdios do SBT, onde Vitória passou a semana de ensaios, e experiências dentro da emissora. Vitória Huang é a única caxiense convidada a participar do Máquina da Fama até agora, levando o nome da cidade e do estado a nível nacional. Ainda sobre o convite para participar do programa, a caxiense revelou que aconteceu quando ela estava em Fortaleza-CE, fazendo a audição do programa global The Voice Brasil, o qual também foi selecionada.
No ano de 2015 recebeu o convite para participar de um reality show, o The Voice Brasil.  Durante o programa surgiu com o nome artístico Tori. No programa Tori fez várias apresentações inesquecíveis, em sua primeira apresentação, a audição às cegas Tori interpretou "Telegrama" - um dos hits da carreira do também maranhense Zeca Baleiro que se disse surpreso com a escolha da música. "Apesar de ter se tornado um hit, "Telegrama" não é tão fácil de cantar como parece. Ela tem um certo grau de dificuldade na divisão rítmica. E ela mandou muito bem". A cantora escolheu fazer parte do time do Lulu Santos, e foi uma das queridinhas do técnico, sua escolha, voz e delicadeza levou longe dentro do programa de TV. Com o fim do reality a carreira da Tori só estava começando.

### 2015–16:WMEe gravação com aVEVO
Em novembro 2016 Tori recebeu o prêmio pela Influenciadora Digital Boca Rosa no WME Awards pela VEVO. Ela era uma das cinco finalistas na categoria Novas Divas by Niely e concorria com uma das suas primeiras músicas autorais, a lentinha e romântica "Sinceridade".

## Discografia
- Tão Bem (2019)[6]
- Bom Dia (2019)[6]
- Fim De Semana (2019)[6]
- Calma (2020)[6]
- Você (2021)[6]
- Friozinho (2021)[6]
- Espalhe Amor (2022)[6]
- Mãe (2022)[6]
- Eu Te Espero, Vem (2022)[6]
- Me Balança (2023)[6]